# Лос-Инкас/Парке-Час (станция метро)
«Лос-Инкас/Парке-Час» (исп. De los Incas - Parque Chas) —  станция Линии B метрополитена Буэнос-Айреса. Станция расположена между станциями «Эчеверрия» и «Тронадор/Вилья-Ортусар». Станция расположена под улицей Авенида Триумвирато между улицами Авенида де лос Инкас и Арисменди в районах Парке Час и Вилья-Ортузар.
Её открытие в субботу 9 августа 2003 было проведено одновременно со станцией Тронадор/Вилья-Ортусар. Открытие станций проводил тогдашний мэр Буэнос-Айреса Анибаль Ибарра. Расстояние между станциями составило 1,8 км, и работы начались в 2000 году. Стоимость строительства оценено в $ 47 млн. Она была конечной станцией линии В, до открытия станции Хуан Мануэль де Росас в 2013 году.
Первоначальное название станции было Лос-Инкас, но руководство строительством решило добавить к названию - название района ввиду того что недалеко расположен район Парке Час.

## Особенности

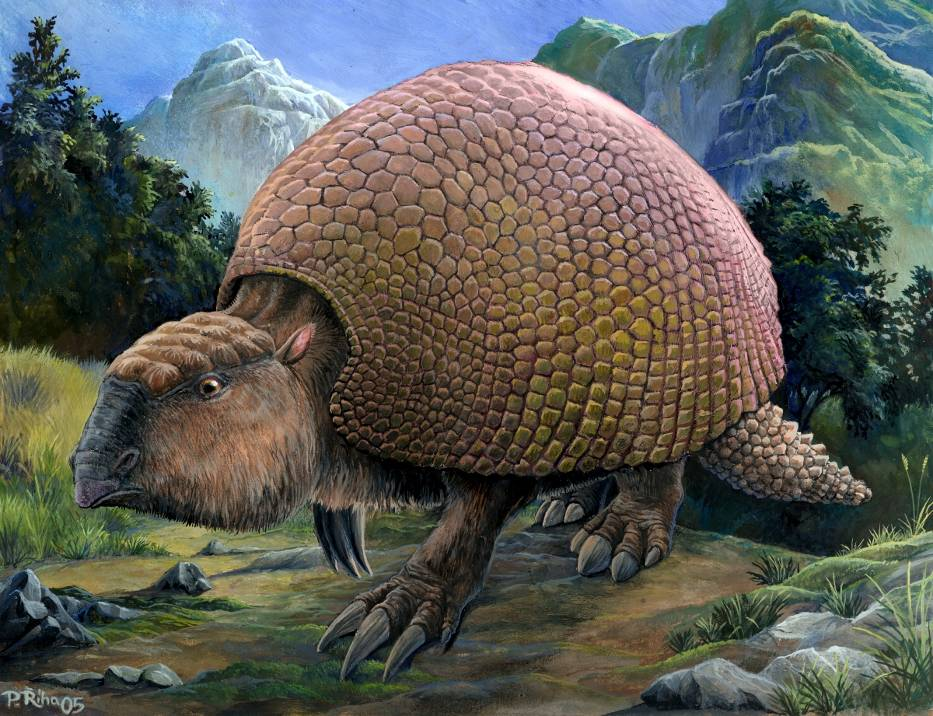
Глиптодон

Среди удобств, воплощённых при строительстве станции стали эскалаторы и лифты для инвалидов, а также инструкции по системе Брайля. 
Станция имеет вестибюль с двумя выходами, один из них(западный выход), расположен на улице Авенида  Combatientes de Malvinas, 6,27 м от поверхности. На этом выходе расположена фиксированная лестница и эскалатор, в дополнение к внешнему лифту; Второй выход находится на пересечении Авениды Лос-Инкас и Авениды Триунвирато.
Еще одна особенностью этой станции является ее выставочный зал, который появился на первом этапе строительства из-за стремления общественности сохранить остатки глиптодонов которые были найдены во время прокладки туннеля.

## Украшения
Станция украшена мотивами, вдохновленными темой доколумбовых культур существовавших на территории Южной Америки. Они были сделаны художниками Армандо Дилоном и Марией Эггерс. На платформе можно увидеть гигантскую золотую маску с мотивами культуры Чиму - существовавшей на севере Перу. Маска была построена по проекту Эктора Пинола, бывшего сценографа работавшего в театре Колон. В октябре 2007 года, компания Metrovías установила на станции телевизор.

## Достопримечательности
Они находятся в непосредственной близости от станции:
- Instituto de Investigaciones Médicas Alfredo Lanari
- Plaza Domingo Fidel Sarmiento
- Educación_a_distancia#Argentina|Bachillerato a Distancia Adultos 2000
- Escuela de educación especial para la Formación Laboral Nº18 Cecilia María Estrada de Cano
- Escuela de Recuperación Nº14
- Escuela Primaria Común N°5 Enrique de Vedia
- Centro Educativo Complementario de Idiomas Extranjeros Nº24
- Escuela Primaria Común N°3 Ing. Alvarez Condarco
- Centro Cultural Roberto Santoro

## Галерея

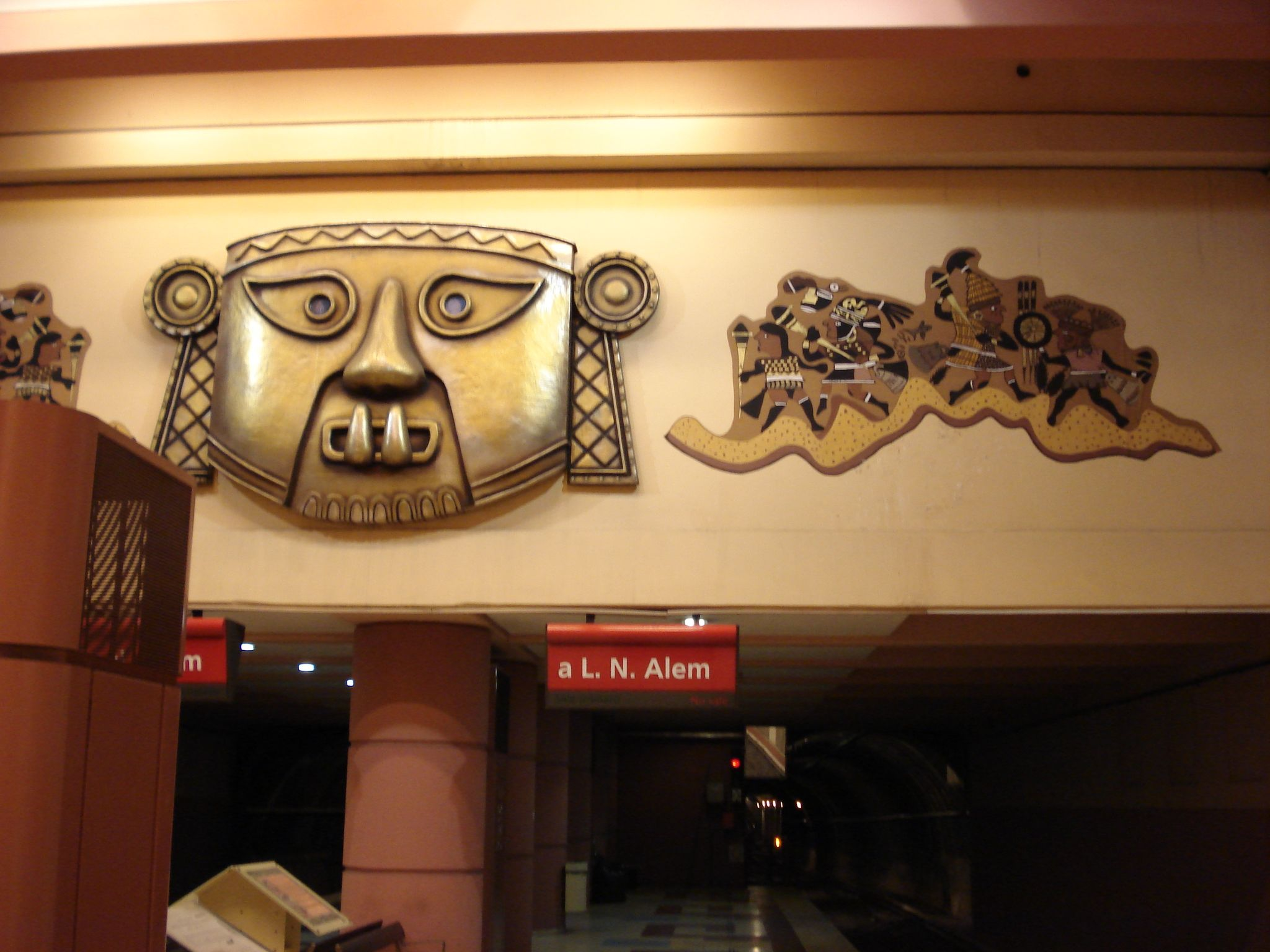
Маска Чиму
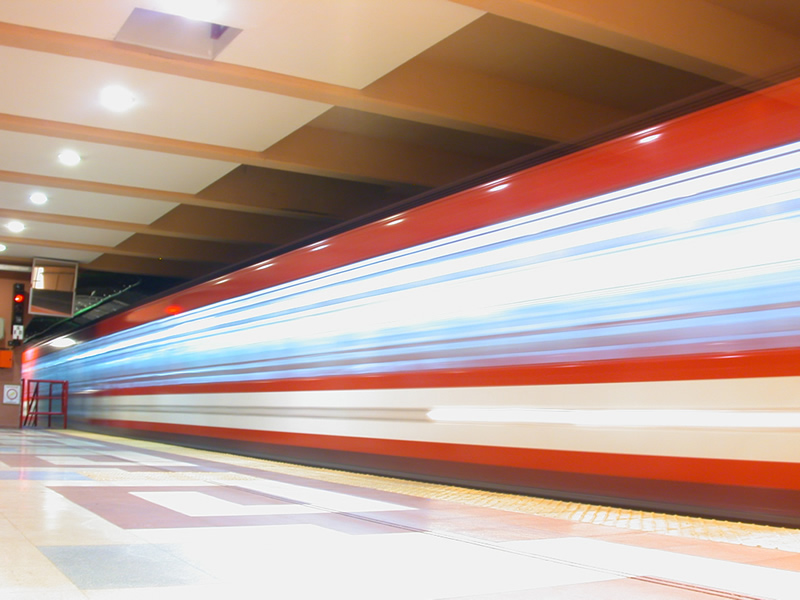
Интерьер станции
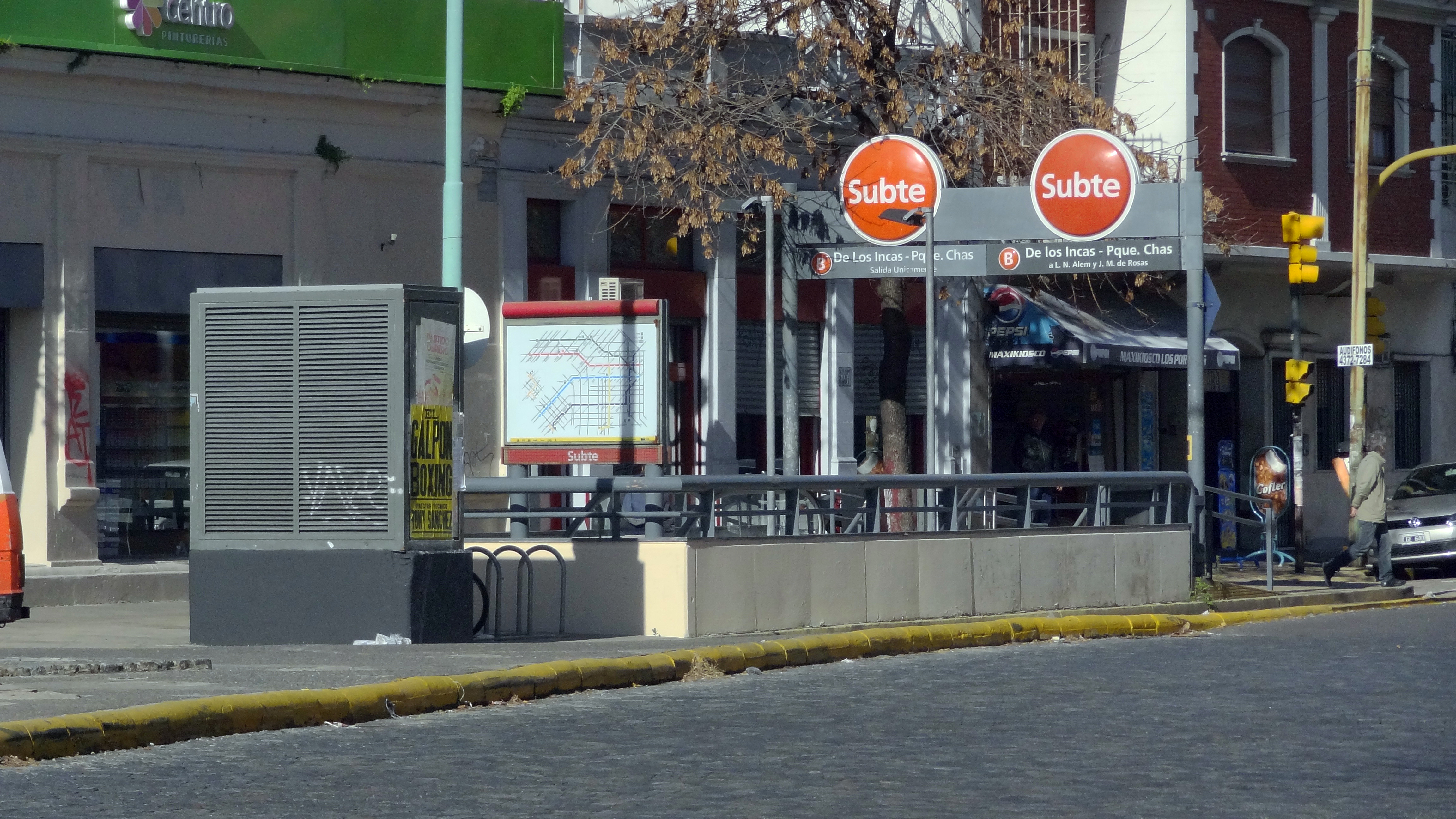
Вид с улицы
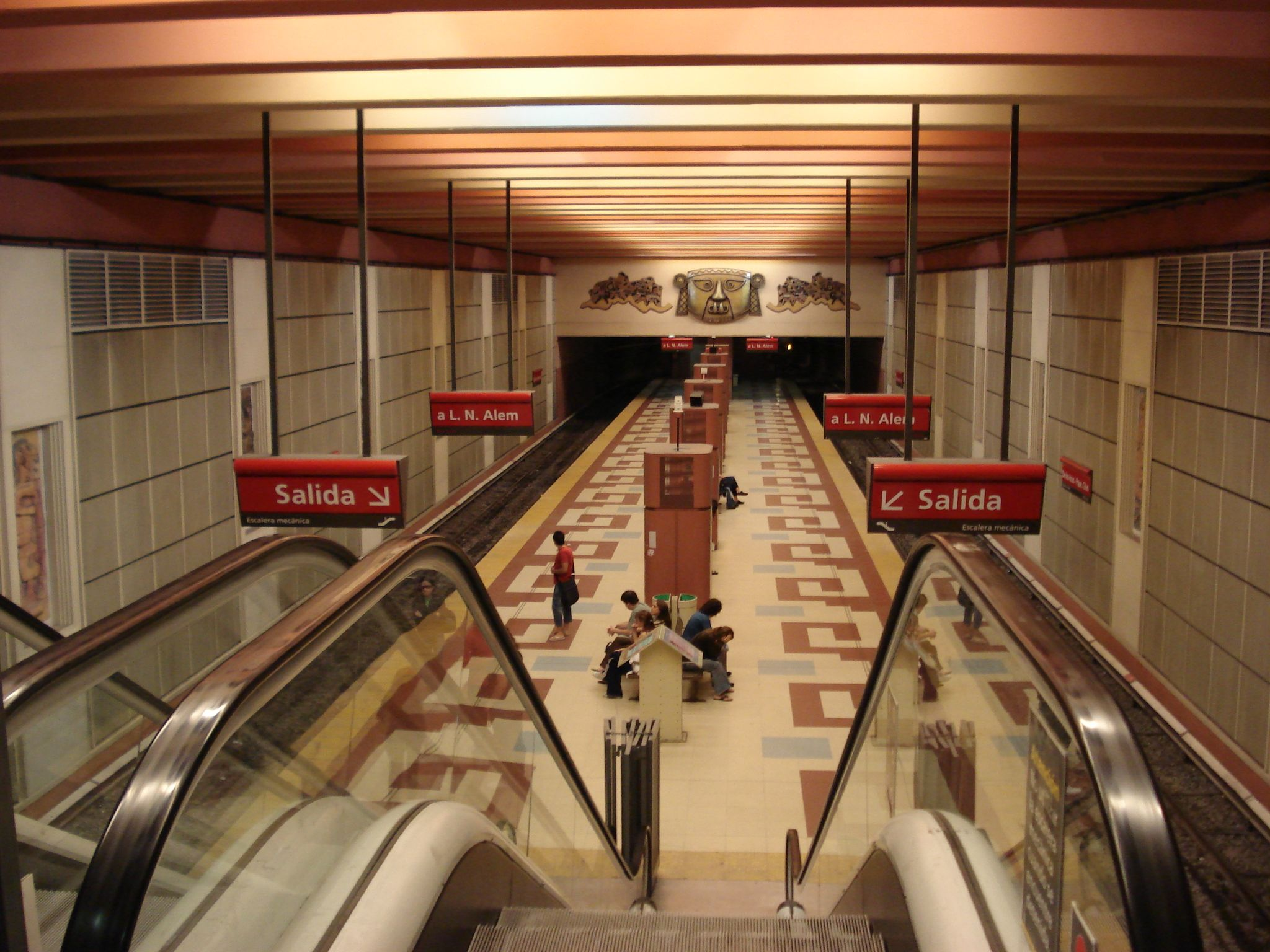
Эскалатор